# VSV in het seizoen 1958/59
Het seizoen 1958/1959 was het vijfde jaar in het bestaan van de Velsense betaaldvoetbalclub VSV. De club kwam uit in de Eerste divisie A en eindigde daarin op de 15e plaats. Tevens deed de club mee aan het toernooi om de KNVB beker, hierin werd in de voorronde verloren van ONA (1–4).

## Wedstrijdstatistieken

### Eerste divisie A
|       | AGOVV | Alkmaar '54 | BVV   | D.F.C. | De Graafschap | Eindhoven | Fortuna | Haarlem | Helmond | Leeuwarden | Limburgia | SVV   | Volendam | Wageningen | ZFC   |
| ----- | ----- | ----------- | ----- | ------ | ------------- | --------- | ------- | ------- | ------- | ---------- | --------- | ----- | -------- | ---------- | ----- |
| Thuis | 0 – 1 | 0 – 1       | 1 – 4 | 1 – 1  | 3 – 2         | 1 – 1     | 2 – 2   | 5 – 1   | 2 – 2   | 1 – 2      | 2 – 1     | 1 – 3 | 0 – 6    | 1 – 0      | 0 – 1 |
| Uit   | 0 – 0 | 1 – 0       | 2 – 2 | 4 – 0  | 5 – 2         | 1 – 0     | 0 – 0   | 3 – 0   | 3 – 0   | 1 – 2      | 1 – 0     | 1 – 2 | 1 – 0    | 1 – 3      | 3 – 1 |

### KNVB beker
| Voorronde                                    | ONA                                                                         | 4 – 1 (0 – 1) | VSV                     |
| 28 september 1958 Plaats: Gouda Walvisstraat | Hans Pietersen 57' (e.d.) A. van Adrichem 67' Ouweneel 69' Van den Berg 80' |               | 20' Cor van der Heijden |

## Statistieken VSV 1958/1959

### Eindstand VSV in de Nederlandse Eerste divisie A 1958 / 1959
| Stand | Gespeeld | Gewonnen | Gelijk | Verloren | Punten | Doelpunten voor | Doelpunten tegen |
| ----- | -------- | -------- | ------ | -------- | ------ | --------------- | ---------------- |
| 15e   | 30       | 7        | 7      | 16       | 21     | 32              | 55               |

### Topscorers
| #                 | Naam               | Goal |
| ----------------- | ------------------ | ---- |
| 1.                | Cor van der Hijden | 11   |
| 2.                | Jan Brederveld     | 6    |
| 3.                | Gerry van Dolder   | 4    |
| 4.                | N. Vendel          | 3    |
| 5.                | Wout Zwanenburg    | 2    |
| 6.                | P. Kramer          | 1    |
| 6.                | Jaap Pelser        | 1    |
| 6.                | Albert Post        | 1    |
| 6.                | Rinus Spaans       | 1    |
| 6.                | Arno Uniken        | 1    |
| Onbekend doelpunt |                    |      |
| –                 | Onbekend           | 1    |
| Totaal            | Totaal             | 32   |

| #      | Naam               | Goal |
| ------ | ------------------ | ---- |
| 1.     | Cor van der Hijden | 1    |
| Totaal | Totaal             | 1    |